# Le Train – Nur ein Hauch von Glück
Le Train – Nur ein Hauch von Glück ist ein französischer Spielfilm von Pierre Granier-Deferre aus dem Jahr 1973 mit Jean-Louis Trintignant und Romy Schneider basierend auf einem Roman von Georges Simenon.

## Handlung
Kurz nach Beginn des deutschen Einmarsches in Frankreich 1940 werden die Bewohner eines französischen Städtchens nahe der belgischen Grenze evakuiert. Dazu wird ein Zug zusammengestellt, der Passagier- und Güterwaggons führt. Der vom Kriegsdienst zurückgestellte Radiomechaniker Julien Maroyeur und seine Familie wollen diese Gelegenheit nutzen. Seine schwangere Frau und sein Kind dürfen in einem Abteil erster Klasse reisen, Julien aber muss mit einem Platz in einem Güterwaggon am Ende des Zuges vorliebnehmen.
In diesem Wagen sammelt sich eine bunte Gesellschaft, darunter ein Deserteur, ein Veteran des Ersten Weltkrieges, eine junge Mutter und die inkognito reisende deutsche Jüdin Anna Kupfer. Die Fahrt des Zuges gen Westen wird aufgrund der außergewöhnlichen Umstände mehrfach verzögert und gefährdet. Nach einem längeren Halt wird der Zug getrennt und Julien reist unabhängig von seiner Familie. So kümmert er sich um die geheimnisvolle Anna, verteidigt sie gegen aggressive Mitreisende und kommt ihr schließlich näher.
Während der Fahrt nach La Rochelle müssen sich die Reisenden die Überfahrt über eine verminte Brücke erstreiten und der Zug wird von einem Tiefflieger beschossen sowie beinahe bombardiert. Parallel dazu erfährt Julien den Hintergrund von Annas Leben in Deutschland, ihrer Flucht vor den antisemitischen Ausschreitungen der Nazis und ihrer Internierung in Belgien als Deutsche. In La Rochelle bringt er sie durch die Kontrolle der Behörden und gibt sie als seine Frau aus, damit ihr eine erneute Internierung erspart bleibt. Er erfährt, dass seine Frau sich in der Entbindungsklinik von Bressuire befindet. Anna begleitet ihn auf der Busfahrt dorthin, verschwindet dann dort aber spurlos. Nachdem die Besetzung Frankreichs durch die Wehrmacht weit fortgeschritten ist und sich die Situation im Rahmen der Umstände wieder normalisiert hat, kehrt Julien mit seiner Familie in seine Heimatstadt zurück.
Vier Jahre später wird Julien – er lebt mit seiner Familie wieder ein einigermaßen normales Leben – von der Polizei vernommen, da Anna aufgegriffen wurde. Sie trug noch immer die falschen Papiere aus La Rochelle bei sich, die sie als seine Frau ausgeben. Als der vernehmende Polizist die beiden schließlich miteinander konfrontiert, kann Julien seine Bekanntschaft mit Anna nicht mehr leugnen. 
Der Film endet mit dieser Szene.

## Kritiken
Das Lexikon des internationalen Films schrieb, der Film sei ein „psychologisch einfühlsam inszeniertes privates Schicksal vor dem Hintergrund von Flüchtlingselend und Kriegszerstörung.“ Des Weiteren sei die Inszenierung „menschlich anrührend, hervorragend gespielt.“